# Economics and Philosophy
Economics and Philosophy (ЕАР) — журнал Кембриджського університету; виходить з 1985 р. Редактори журналу: Л. Бовенс (Велика Британія), П. Валлентайн (США) та ін У редакційна рада входить лауреат Нобелівської премії Д. Канеман (США).
Мета видання: взаємне збагачення економічної теорії та філософії за допомогою публікації статей та оглядів книг у всіх областях, що пов'язують ці предмети. Основна тематика публікацій: методологія та епістемологія економіки, природа раціонального вибору, етичні проблеми в економіці, використання економічних методів для аналізу етики, тощо.
Періодичність публікації журналу: 2 номери на рік.